# Guangzhou International Women's Open
El Torneig de Canton, conegut oficialment com a Guangzhou International Women's Open, és un torneig de tennis professional que es disputa anualment sobre pista dura a Canton, Guangdong, Xina. Pertany als International Tournaments del circuit WTA femení.
L'edició inaugural es va celebrar l'any 2004. El primer títol individual el va guanyar la tennista local Li Na, esdevenint de retruc el primer títol professional femení aconseguit per una tennista xinesa.

## Palmarès

### Individual femení
| Any               | Campiona                                          | Finalista                                         | Resultat                                          |
| ----------------- | ------------------------------------------------- | ------------------------------------------------- | ------------------------------------------------- |
| WTA 250           |                                                   |                                                   |                                                   |
| 2023              | Wang Xiyu                                         | Magda Linette                                     | 6−0, 6−2                                          |
| 2021              | Torneig suspès a causa de la pandèmia de COVID-19 | Torneig suspès a causa de la pandèmia de COVID-19 | Torneig suspès a causa de la pandèmia de COVID-19 |
| WTA International |                                                   |                                                   |                                                   |
| 2020              | Torneig suspès a causa de la pandèmia de COVID-19 | Torneig suspès a causa de la pandèmia de COVID-19 | Torneig suspès a causa de la pandèmia de COVID-19 |
| 2019              | Sofia Kenin                                       | Samantha Stosur                                   | 6−7(4), 6−4, 6−2                                  |
| 2018              | Wang Qiang                                        | Yulia Putintseva                                  | 6−1, 6−2                                          |
| 2017              | Zhang Shuai (2)                                   | Aleksandra Krunić                                 | 6−2, 3−6, 6−2                                     |
| 2016              | Lesia Tsurenko                                    | Jelena Janković                                   | 6−4, 3−6, 6−4                                     |
| 2015              | Jelena Janković                                   | Denisa Allertová                                  | 6−2, 6−0                                          |
| 2014              | Monica Niculescu                                  | Alizé Cornet                                      | 6−4, 6−0                                          |
| 2013              | Zhang Shuai                                       | Vania King                                        | 7−6(1), 6−1                                       |
| 2012              | Hsieh Su-wei                                      | Laura Robson                                      | 6−3, 5−7, 6−4                                     |
| 2011              | Chanelle Scheepers                                | Magdaléna Rybáriková                              | 6−2, 6−2                                          |
| 2010              | Jarmila Groth                                     | Al·la Kudriàvtseva                                | 6−1, 6−4                                          |
| 2009              | Shahar Pe'er                                      | Alberta Brianti                                   | 6−3, 6−4                                          |
| WTA Tier III      |                                                   |                                                   |                                                   |
| 2008              | Vera Zvonariova                                   | Peng Shuai                                        | 6−7(4), 6−0, 6−2                                  |
| 2007              | Virginie Razzano                                  | Tzipora Obziler                                   | 6−0, 6−3                                          |
| 2006              | Anna Txakvetadze                                  | Anabel Medina Garrigues                           | 6−1, 6−4                                          |
| 2005              | Yan Zi                                            | Núria Llagostera Vives                            | 6−4, 4−0, retirada                                |
| 2004              | Li Na                                             | Martina Suchá                                     | 6−3, 6−4                                          |

### Dobles femenins
| Any               | Campiones                                         | Finalistes                                        | Resultat                                          |
| ----------------- | ------------------------------------------------- | ------------------------------------------------- | ------------------------------------------------- |
| WTA 250           |                                                   |                                                   |                                                   |
| 2023              | Guo Hanyu Jiang Xinyu                             | Eri Hozumi Makoto Ninomiya                        | 6−3, 7−6(4)                                       |
| 2021              | Torneig suspès a causa de la pandèmia de COVID-19 | Torneig suspès a causa de la pandèmia de COVID-19 | Torneig suspès a causa de la pandèmia de COVID-19 |
| WTA International |                                                   |                                                   |                                                   |
| 2020              | Torneig suspès a causa de la pandèmia de COVID-19 | Torneig suspès a causa de la pandèmia de COVID-19 | Torneig suspès a causa de la pandèmia de COVID-19 |
| 2019              | Peng Shuai Laura Siegemund                        | Alexa Guarachi Giuliana Olmos                     | 6−2, 6−1                                          |
| 2018              | Monique Adamczak Jessica Moore                    | Danka Kovinić Vera Lapko                          | 4−6, 7−5, [10−4]                                  |
| 2017              | Elise Mertens Demi Schuurs                        | Monique Adamczak Storm Sanders                    | 6−2, 6−3                                          |
| 2016              | Asia Muhammad Peng Shuai                          | Olga Govortsova Vera Lapko                        | 6−2, 7−6(3)                                       |
| 2015              | Martina Hingis Sania Mirza                        | Xu Shilin You Xiaodi                              | 6−3, 6−1                                          |
| 2014              | Chuang Chia-jung Liang Chen                       | Alizé Cornet Magda Linette                        | 2−6, 7−6(3), [10−7]                               |
| 2013              | Hsieh Su-wei Peng Shuai                           | Vania King Galina Voskobóieva                     | 6−3, 4−6, [12−10]                                 |
| 2012              | Tamarine Tanasugarn Zhang Shuai                   | Jarmila Gajdošová Monica Niculescu                | 2−6, 6−2, [10−8]                                  |
| 2011              | Hsieh Su-wei Zheng Saisai                         | Chan Chin-wei Han Xinyun                          | 6−2, 6−1                                          |
| 2010              | Edina Gallovits Sania Mirza                       | Han Xinyun Liu Wan-ting                           | 7−5, 6−3                                          |
| 2009              | Olga Govortsova Tatsiana Putxak                   | Kimiko Date Krumm Sun Tiantian                    | 3−6, 6−2, [10−8]                                  |
| WTA Tier III      |                                                   |                                                   |                                                   |
| 2008              | Maria Korítseva Tatsiana Putxak                   | Sun Tiantian Yan Zi                               | 6−3, 4−6, [10−8]                                  |
| 2007              | Peng Shuai Yan Zi                                 | Vania King Sun Tiantian                           | 6−3, 6−4                                          |
| 2006              | Li Ting Sun Tiantian (2)                          | Vania King Jelena Kostanić                        | 6−4, 2−6, 7−5                                     |
| 2005              | Maria Elena Camerin Emmanuelle Gagliardi          | Neha Uberoi Shikha Uberoi                         | 7−6(5), 6−3                                       |
| 2004              | Li Ting Sun Tiantian                              | Shu-Jing Yang Ying Yu                             | 6−4, 6−1                                          |